# Новодомкі
Новодомкі (пол. Nowodomki) — село в Польщі, у гміні Плятерув Лосицького повіту Мазовецького воєводства.
Населення — 90 осіб (2011).
У 1975-1998 роках село належало до Білопідляського воєводства.

## Демографія
Демографічна структура станом на 31 березня 2011 року:
|          | Загалом | Допрацездатний вік | Працездатний вік | Постпрацездатний вік |
| -------- | ------- | ------------------ | ---------------- | -------------------- |
| Чоловіки | 47      | 11                 | 31               | 5                    |
| Жінки    | 43      | 11                 | 25               | 7                    |
| Разом    | 90      | 22                 | 56               | 12                   |